# نيزمو
Nismo هي اختصار لشركة نيسان موتور سبورت المحدودة(باليابانية:ニッサン・モータースポーツ・インターナショナル株式会社). وهي الإدارة المتخصصة لرفع كفاءة وأداء السيارات الرياضية التابعة لشركة نيسان موتورز. تأسست في العام 1984 نتيجة لاندماج إداراتين رياضيتين. شاركت سيارات نيزمو بسباقاتJASP FORMULA NIPPON, و 24 لي مانز وأيضا 24 ساعة دايتونا. وتشارك حاليا بسباقات سوبر جي تي وبطولة فيا جي تي.

## تاريخ
في العام 1984 قررت نيسان دمج شعبة إدارتي السيارات الرياضية والتي تأسست في أواخر الستينات . كانت نية الشركة بعد الاندماج لتتخصص في سباقات السيارات الرياضية، ولكنها تقدم أيضا دعما للفرق المتنافسة في سلسلة F3 المحلية.في عام 1988، بنت نيزمو سيارتها الأولى، Saurus. في السنة التي تليها طورت سيارة GT - R لخوض غمار السباقات الدولية.
في ديسمبر 2021، أعلنت نيسان أنها ستدمج نيسمو والشركة الشقيقة أوتيك  في شركة جديدة تسمى نيسان موتورسبورتس آند كاستومايزينج المحدودة. تم الانتهاء من الدمج في 1 أبريل 2022.

## منتجات نيزمو

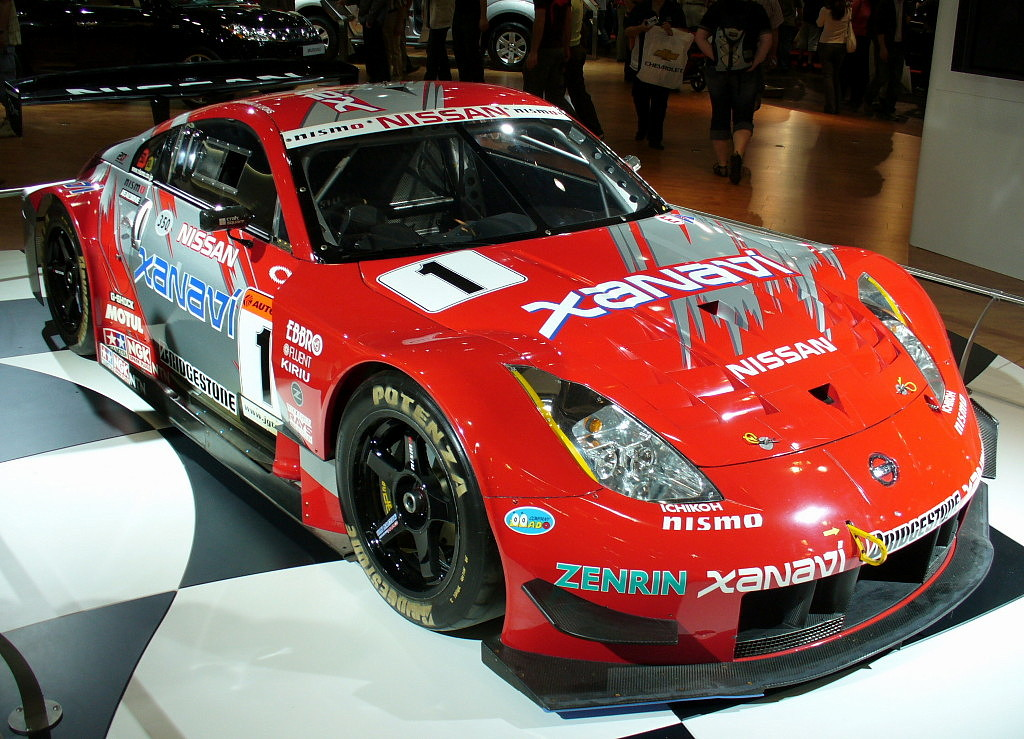
نيسان زد 350 معدلة بالكامل من قبل نيزمو

قامت نيزمو بتصميم وتصنيع مجموعة من قطع الغيار للسيارات العالية الأداء بما في ذلك قطع الانسيابية ونظام الديناميكا الهوائية وملحقاتها مثل الأجنحة الخلفية والجانبية والناشر التي تركب أسفل مقدمة السيارة وخلفها لتسهيل عملية تدفق الهواء وتطوير المحركات وعجلات الألمنيوم. معظم أجزاء سيارات داتسون ونيسان وإنفينيتي مركب لها أجزاء من نيزمو، سواء في الإنتاج الجديد أو القديم، على سبيل المثال، تبيع قطع نيزمو مثل قضبان الكامة أو الحدبة، وحدب متطورة الأداء، والمكابس، وغيرها من أجل محرك KA24E، والتي كانت تستخدم في شاحنة صغيرة لعدة سنوات وتستخدم أيضا للأعوام 1989 و 1990و نموذجا من موديل 240SX وأيضا تسمى نيسان سيلفيا، وهي سيارة شعبية بين هواة استيراد السيارات اليابانية لعمل استعراض رياضة الانرلاق الحاد في أميركا الشمالية.

## وصلات خارجية
- Middlehurst Motorsport & Nismo Official Press Release
- Nismo official web site (باليابانية), Japanese official web site for Nismo products.
- Nissan Motorsports, coverage and information on Nissan motorsports events (available in English or Japanese).
- نيزمو الموقع الرسمي
- Nismo USA official site
- قطع غيار نيزمو
- جدول سباقات نيزمو العالمية